# Chiesa di San Colombano maggiore
La chiesa di San Colombano maggiore è un edificio religioso sconsacrato di Pavia, in Lombardia. Risalente all'alto medioevo, i suoi resti sono conservati nel centro della città.

## Storia
La chiesa e il vicino ospedale sono menzionati già in un diploma dell'893/895, in quanto soggetti al monastero di San Colombano di Bobbio. In seguito divenne una delle parrocchie urbane pavesi, dato che con questo titolo è menzionata negli estimi del 1250, come pure, molto più tardi, nella visita pastorale effettuata da Amico de Fossulanis nel 1460. La parrocchia venne soppressa nel 1565 e unita a quella dei Santi Giacomo e Filippo.

## Descrizione
Della primitiva chiesa sono conservate la facciata romanica e parte delle tre navate che scandivano l'edificio. Rispetto alle maggiori chiese romaniche pavesi, San Colombano era una piccola parrocchia e, di conseguenza, una piccola chiesa; tuttavia, evidenze stilistiche fanno ritenere che l'edificio sia una ricostruzione del tardo XI secolo, sulle basi della precedente chiesa altomedioevale.